# DC odmak
DC odmak (eng. DC offset), odmak zvučnog signala od ništice. Signal s DC odmakom u Audacityjevoj zadanoj predodžbi valnog oblika ne će biti usredišten na 0,0 na vodoravnoj crti. DC odmak prouzročuje smanjenjem nadvršja (eng. headroom) te može prouzročiti "škljocanja" na početku i kraju ili izobličavanju poslije primjene učinaka. Može se u Audacityju ispraviti primjenom oruđa Normalize.